# Schedophilus maculatus
Schedophilus maculatus är en fiskart som beskrevs av Günther, 1860. Schedophilus maculatus ingår i släktet Schedophilus och familjen svartfiskar. Inga underarter finns listade i Catalogue of Life.